# Тулиголівська сільська рада (Городоцький район)
Тулиголівська сільська рада  — колишній орган місцевого самоврядування у Городоцькому районі Львівської області з центром у с. Тулиголове.

## Загальні відомості
Історична дата утворення: 27 серпня 1995 року. Водоймища на території, підпорядкованій даній раді: річка Лукач.

## Населені пункти
Сільраді були підпорядковані населені пункти:
- с. Тулиголове

## Склад ради
- Сільський голова: Сенківський Петро Романович
- Секретар сільської ради:
- Загальний склад ради: 12 депутатів

### Керівний склад ради
| ПІБ                          | Основні відомості                                                                      | Дата обрання | Дата звільнення |
| ---------------------------- | -------------------------------------------------------------------------------------- | ------------ | --------------- |
| Гірна Олесандра Омелянівна   | Сільський голова, 1953 року народження, освіта, Всеукраїнське об'єднання «Батьківщина» | 26.03.2006   | 31.10.2010      |
| Сеньківський Петро Романович | Сільський голова, 1983 року народження, освіта вища, безпартійний                      | 31.10.2010   |                 |

Примітка: таблиця складена за даними джерела

### Депутати
Результати місцевих виборів 2010 року за даними ЦВК
| № зп                                                | № округу                                            | Прізвище, ім'я, по батькові                         | Дата визнання обраним                               | Відомості про обраного депутата                     |
| Політична партія Всеукраїнське об’єднання "Свобода" | Політична партія Всеукраїнське об’єднання "Свобода" | Політична партія Всеукраїнське об’єднання "Свобода" | Політична партія Всеукраїнське об’єднання "Свобода" | Політична партія Всеукраїнське об’єднання "Свобода" |
| Самовисування                                       | Самовисування                                       | Самовисування                                       | Самовисування                                       | Самовисування                                       |
| --------------------------------------------------- | --------------------------------------------------- | --------------------------------------------------- | --------------------------------------------------- | --------------------------------------------------- |